# Memar Ajami-2 (metropolitana di Baku)
Memar Ajami-2 è una stazione della Linea 3 della Metropolitana di Baku.
È stata inaugurata il 19 aprile 2016.